# (9691) Zwaan
(9691) Zwaan (6053 P-L) – planetoida z grupy pasa głównego asteroid okrążająca Słońce w ciągu 4,22 lat w średniej odległości 2,61 j.a. Odkryta 24 września 1960 roku.